# Данијел Анђелковић

Данијел Анђелковић (28. август 1978, Београд, Србија) је бивши српски рукометаш и репрезентативац. Играо је на позицији средњег бека.

## Каријера
Данијел Анђелковић је рођен у Лазаревцу. До сада је преко шездесет пута облачио репрезентативни дрес.
Рукометом је почео да се бави са дванаест година. Преокрет у рукометној каријери је дошао када је Данијел напунио седамнаест година, тада му је тренер постао Драган Ђукић и напредак у квалитету је био очигледан. После две године тренирања са Ђукићем, Данијел прелази у Црвену звезду у коју га је после годину дана следио и Ђукић, као тренер.
Данијелову каријеру су градили познати тренери Јокановић, Арнаутовић и Елезовић, на клупском плану, а на репрезентативном Веселин Вујовић
После гашења Синтелон, Анђелковић одлази у Шведску у гетебуршки Савехоф, са којим је постао првак Шведске. Одмах по завршетку сезоне напушта Шведску и прелази у Мађарску у сегедински Пик Сегедин (Pick Szeged), са којим учествује у Лиги шампиона и који гаји велике амбиције.
РК Сегедин је сакупио читаву колонију српских играча и репрезентативаца, бивших и садашњих: Петар Пуљезовић, Никола Еклемовић (престао са активним бављењем рукометом), Милорад Кривокапић, Драган Марјанац и Петар Ненадић, тако да Анђелковићу није било тешко да се уклопи у екипу.
Од јуна 2010. члан је француског Тулуза.